# Metopotylus
Metopotylus is een kevergeslacht uit de familie van de boktorren (Cerambycidae). De wetenschappelijke naam van het geslacht werd voor het eerst geldig gepubliceerd in 1882 door Quedenfeldt.

## Soorten
Metopotylus omvat de volgende soorten:
- Metopotylus femoratus Quedenfeldt, 1882
- Metopotylus micans (Fabricius, 1801)
- Metopotylus ruficornis Hintz, 1913